# Max-Peter Ratzel
Max-Peter Ratzel (Dillingen/Saar, 3 december 1949) is een voormalige directeur van Europol.

## Levensloop
Na zijn Abitur in 1968 studeerde hij Wiskunde en Natuurkunde aan de Universiteit van Saarbrücken. In 1977 trad hij in dienst van het Bundeskriminalamt in Wiesbaden. Tijdens zijn dienstbetrekking voltooide hij zijn opleiding in hogere recherche aan de Hogeschool voor Openbaar Bestuur (Fachhochschule des Bundes für öffentliche Verwaltung).
Na zijn promotieopleiding voor de hogere dienst aan de voormalige politieleiding-academie (Polizei-Führungsakademie, tegenwoordig de Deutsche Hochschule der Polizei) in Münster-Hiltrup, was hij werkzaam in verschillende functies voor de landelijke recherche.
Ratzel werkte onder meer als stafchef en was van 2000 tot 2005 afdelingsleider voor georganiseerde en algemene criminaliteit. Van 16 april 2005 tot en met 15 april 2009 was hij directeur van Europol. Zijn voorganger was zijn landgenoot Jürgen Storbeck en zijn opvolger de Brit Rob Wainwright.